# 裸泽蛭
裸泽蛭（学名：Helobdella nuda）为舌蛭科泽蛭属的动物，俗名光裸扁蛭、光裸泽蛭、裸蛙蛭。分布于俄罗斯远东地区以及中国大陆的黑龙江、湖北、北京、山东、江苏、浙江、江西、安徽、湖北、湖南、广西等地，营寄生生活，在湖泊、河川里的水生植物、石块以及淤泥里可采集到以及也寄生于宽身舌蛭和尖细金线蛭的体表。该物种的模式产地在江苏苏州。